# Kateřina Kroupová
Kateřina Kroupová, née le 20 février 1974, est une joueuse tchèque de tennis. Connue ensuite sous le nom de Kateřina Sisková après son mariage en 2000.

## Carrière professionnelle
Elle parvient 2 fois en finale de tournois du circuit WTA : une première fois en simple lors du tournoi de Prague 1992 puis une deuxième fois en double lors du tournoi d'Autriche 1996.

## Palmarès

### Titre en simple dames
Aucun.

### Finale en simple dames
| No | Date       | Nom et lieu du tournoi | Catégorie | Dotation  | Surface      | Vainqueure      | Score    |          |
| -- | ---------- | ---------------------- | --------- | --------- | ------------ | --------------- | -------- | -------- |
| 1  | 20-07-1992 | HTC Open, Prague       | Tier IV   | 100 000 $ | Terre (ext.) | Radka Zrubáková | 6-3, 7-5 | Parcours |

### Titre en double dames
Aucun.

### Finale en double dames
| No | Date       | Nom et lieu du tournoi            | Catégorie | Dotation  | Surface      | Vainqueures                        | Partenaire    | Score    |          |
| -- | ---------- | --------------------------------- | --------- | --------- | ------------ | ---------------------------------- | ------------- | -------- | -------- |
| 1  | 05-08-1996 | Meta Styrian Open Maria Lankowitz | Tier IV   | 107 500 $ | Terre (ext.) | Janette Husárová Natalia Medvedeva | Lenka Cenková | 6-4, 7-5 | Parcours |

## Parcours en Grand Chelem

### En simple dames
| Année | Open d'Australie | Open d'Australie  | Internationaux de France | Internationaux de France | Wimbledon       | Wimbledon       | US Open         | US Open           |
| ----- | ---------------- | ----------------- | ------------------------ | ------------------------ | --------------- | --------------- | --------------- | ----------------- |
| 1992  | —                | —                 | —                        | —                        | 1er tour (1/64) | Audra Keller    | 1er tour (1/64) | Magdalena Maleeva |
| 1993  | —                | —                 | 3e tour (1/16)           | Jana Novotná             | 2e tour (1/32)  | Pascale Paradis | 1er tour (1/64) | Magdalena Maleeva |
| 1994  | —                | —                 | 1er tour (1/64)          | Irina Spîrlea            | —               | —               | —               | —                 |
| 1995  | 1er tour (1/64)  | Laurence Courtois | Q1                       | Petra Thorén             | —               | —               | —               | —                 |

N.B. : à droite du résultat se trouve le nom de l'ultime adversaire.

### En double dames
| Année | Open d'Australie               | Open d'Australie            | Internationaux de France       | Internationaux de France | Wimbledon | Wimbledon | US Open | US Open |
| ----- | ------------------------------ | --------------------------- | ------------------------------ | ------------------------ | --------- | --------- | ------- | ------- |
| 1995  | 1er tour (1/32) K. Studeníková | S. Drake-Brockman J. Taylor | 1er tour (1/32) K. Studeníková | C. Martínez P. Tarabini  | —         | —         | —       | —       |
|       |                                |                             |                                |                          |           |           |         |         |
| 1997  | 2e tour (1/16) E. Melicharová  | L. McNeil L. Wild           | —                              | —                        | —         | —         | —       | —       |

N.B. : le nom du ou de la partenaire se trouve sous le résultat ; le nom des ultimes adversaires se trouve à droite.